# Provisiones de Oxford
Las Provisiones de Oxford fueron instauradas en 1258 por un grupo de barones liderados por Simón V de Montfort, conde de Leicester; estos documentos son a menudo considerados como la primera constitución escrita de Inglaterra. Las provisiones forzaron al rey Enrique III de Inglaterra a aceptar una nueva forma de gobierno en la que el poder residía en las manos de un consejo de 15 miembros que supervisarían los nombramientos ministeriales, la administración local y la custodia de los castillos reales. El Parlamento de Inglaterra, mientras tanto, que debía reunirse tres veces al año, monitorizaría el funcionamiento de este consejo. Su importancia residía en que, por primera vez, la Corona inglesa era forzada a reconocer los derechos y poderes del Parlamento.
Se envió a los sheriffs de todos los condados de Inglaterra una confirmación escrita del acuerdo en latín, francés y considerablemente en inglés. El uso del idioma inglés era simbólico de la anglificación del gobierno de Inglaterra, y un antídoto contra la galificación que había tenido lugar durante las décadas inmediatamente anteriores. Las Provisiones de Oxford se reemplazaron el año siguiente, en 1259, por las Provisiones de Westminster. Estas Provisiones fueron derogadas por Enrique III, con la ayuda de una bula papal, en 1261, que puso la semilla para el comienzo de la segunda guerra de los Barones (1263-1267), que ganó el rey. Se anuló por última vez en 1266 mediante el Dictum de Kenilworth.
La disponibilidad de una mayor colección de mandatos judiciales transfirió el asunto a los Juzgados Comunes en Londres, y levantó tanto resentimiento que en 1258 las Provisiones de Oxford proveyeron que so se permitiría ninguna expansión del sistema de autos judiciales.
- Datos: Q1630360